# Die drei Wünsche (Märe)
 Die drei Wünsche  ist eine Märe des Strickers, eines mittelhochdeutschen Dichters aus der ersten Hälfte des 13. Jahrhunderts. Es thematisiert das Motiv von drei unüberlegten Wünschen. Es handelt von einem armen Ehepaar, das drei Wünsche, die es von Gott erhalten hat, verschwendet.

## Inhalt
Obwohl sie nie etwas Verwerfliches getan haben, lebt ein Ehepaar in großer Armut. Da der Mann und die Frau hoffen, dies ändern zu können, beten die beiden Tag und Nacht. Sie erfüllen damit alle religiösen Anforderungen wie z. B. Fasten und Beten.
Eines Tages kommt ein Engel, der ihnen drei Wünsche schenkt, die von Gott erfüllt werden. Er sagt ihnen aber auch dazu, dass Gott sie bereits reich gemacht hätte, hätten sie reich sein sollen. Mit den Wünschen sollen sie nun versuchen, ihre Armut zu überwinden. Wenn ihnen dies nicht gelingen sollte, dann wären sie selbstverschuldet arm.
Nachdem der Mann dies erfahren hat, rennt er nach Hause zu seiner Frau und erzählt ihr, von den drei Wünschen. Daraufhin bittet die Frau darum, auch einen Wunsch äußern zu dürfen, weil sie ja die religiösen Regeln ebenfalls eingehalten habe und ihrem Mann ja zwei Wünsche genügen würden. Nachdem der Mann einwilligt, wünscht sie sich das schönste Kleid, welches eine Frau je angehabt hat. Weil der Mann dies für sinnlos hält, wünscht er ihr das Kleid aus Wut versehentlich in den Bauch. Daraufhin bekommt sie sehr große Schmerzen, weshalb sich der Mann gezwungen sieht, den dritten Wunsch zu opfern und ihr die Schmerzen weg zu wünschen. Durch das unüberlegte Wünschen bleiben die beiden arm – allerdings nun selbstverschuldet.
Die Moral des Märes: Wenn man eine Chance bekommt aus einer leidvollen Situation herauszukommen und diese leichtfertig vergibt, wiegt das Leid anschließend sehr viel schwerer als vorher, weil man zuvor unverschuldet in dieser Situation war, und nun auch noch mit sich selber hadern muss.

## Vergleiche
Vgl. später Charles Perraults Die törichten Wünsche, Johann Peter Hebels Drei Wünsche, Ludwig Bechsteins Die drei Wünsche.